# Giuseppe Porsile
Giuseppe Porsile (auch Persile, Porcile oder Porsille; * 5. Mai 1680 in Neapel; † 29. Mai 1750 in Wien) war ein italienischer Komponist und Gesangslehrer. Er wirkte in Barcelona sowie als kaiserlicher Hof- und Kammerkomponist in Wien und komponierte vorwiegend Opern, Serenaten und Oratorien.

## Leben
Giuseppe Porsile war der Sohn von Carlo Porsile, dessen Oper Nerone 1686 in Neapel aufgeführt wurde. Er studierte am Conservatorio dei Poveri di Gesù Cristo in Neapel bei Gennaro Ursino, M. Giordano und Gaetano Greco. Aus seiner frühen Zeit in Neapel ist nur die Oper Il ritorno d’Ulisse alla patria bekannt, die 1707 im Nuovo Teatro di S Giovanni de’ Fiorentini aufgeführt wurde. Wenig später arbeitete er für kurze Zeit als Vizekapellmeister der Spanischen Kapelle.
Älteren Publikationen zufolge wurde Porsile bereits 1695 vom Spanischen König Karl II. nach Barcelona gerufen. Diese Aussage hat sich jedoch als falsch erwiesen. Erst in einem Dokument vom 6. Dezember 1707 wird er als einer der Musiker und Sänger genannt, die dessen Nachfolger Karl III. in Italien für das neue Palasttheater in Barcelona engagierte. Seine Anstellung begann offiziell am 1. Januar 1708. In diesem Jahr wurde er zum Kapellmeister und Kammerorganist mit einem Monatsgehalt von 10 Dublonen ernannt. Zu seinen Aufgaben gehörte die Komposition von Opern, Serenaten, Intermezzi und Kirchenmusik. Von seinen Werken aus dieser Zeit ist nichts erhalten.
1711 starb Karls Bruder, Kaiser Joseph I. Um dessen Nachfolge anzutreten, gab Karl seinen Anspruch auf den spanischen Thron auf und reiste nach Wien. Am 22. Dezember 1711 wurde er in Frankfurt am Main als Kaiser Karl VI. gekrönt. 1713 folgte ihm seine Gemahlin Elisabeth Christine von Braunschweig-Wolfenbüttel nach Wien. Porsile schloss sich ihrem Gefolge mit seiner andalusischen Ehefrau und deren Vater an, weil er hoffte, in Wien eine Anstellung zu finden. Unterwegs wurden in Genua einige der Musiker entlassen. Porsile konnte die Reise fortsetzen – vermutlich wegen seiner Funktion als Gesangslehrer Elisabeth Christines. In Linz beklagten sich die Hofbediensteten darüber, die Reise auf eigene Kosten durchführen zu müssen, während diejenigen, die bereits 1711 im Gefolge Karls gereist waren, „völlig Bezahlt worden“ seien.
Eine Anstellung in Wien ließ jedoch auf sich warten, da der neu ernannte Kapellmeister Johann Joseph Fux neben Carlo Agostino Badia keinen weiteren Hofkomponisten für erforderlich hielt. Dennoch erhielt Porsile für die nächsten vier Jahre eine Gnadenpension von 200 Dukaten jährlich. In dieser Zeit gab er der Kaiserinwitwe Wilhelmine Amalie Gesangsunterricht und komponierte zu deren Geburts- und Namenstagen mindestens drei Werke. Seine Geburtstagskantate von 1717 wurde von ihren Töchtern, den Erzherzoginnen Maria Josepha und Maria Amalia, persönlich aufgeführt. In diesem Jahr bewarb er sich unter Hinweis auf seinen sechsjährigen Dienst in Spanien um die Vizekapellmeisterstelle. Obwohl er von Fux als „gutten virtuosen von gutten gusto“ empfohlen wurde, entschied sich der Kaiser jedoch für Antonio Caldara. In einem Brief vom 27. November 1720 beklagte sich Porsile beim Kaiser über seine finanziellen Schwierigkeiten und bat um eine feste Anstellung. Am 17. Dezember wurde er endlich als Nachfolger von Gregorio Genuesi als Hofkomponist und Mitglied der Kaiserlichen Hofkapelle mit einem Gehalt von 1440 fl eingestellt. Von 1725 bis 1727 war er Offiziant der Caecilien-Bruderschaft in Wien. Nach dem Tod Karls VI. im Jahr 1740 erhielt er weiterhin ein Ehrengehalt, das im folgenden Jahr jedoch auf 1200 fl reduziert wurde. Bei seinem Tod 1750 hinterließ er nur wenig Vermögen.
1729 unterstützte Porsile den Komponisten Matteo Luchini in einem Gerichtsprozess gegen die Sopranistin Margherita Gualandi („la Campioli“), die Prag verlassen hatte, ohne ihn für zwölf komponierte Arien zu bezahlen. In einem Brief sagte er aus, dass es zwar nicht schwierig sei, zwölf Arien zu komponieren, diese aber sicher die geforderten zwölf Dukaten wert seien.
Während seiner Zeit am Habsburger Hof schuf Porsile wenigstens 21 weltliche Bühnenwerke und dreizehn Oratorien. Von fünf Oratorien sind weitere Aufführungen in Böhmen bekannt. 1723 wurde sein für die Krönung von Karl VI. und Elisabeth Christine zu König und Königin von Böhmen komponiertes componimento di camera Il giorno felice in Prag aufgeführt. 1726 schuf er zu Ehren des französischen Königs Ludwig XV. anlässlich dessen Geburtstags die Kantate Il giorno natalizio di Giove, die in der Residenz des französischen Botschafters, dem Herzog von Richelieu, aufgeführt wurde.
Sein bekanntestes Werk ist die Oper Spartaco, die am 21. Februar 1726 im Kleinen Hoftheater in Wien aufgeführt wurde. Der damalige Hofdichter Apostolo Zeno vermerkte in seinen Lettere (IV, 98), dass deren Erfolg sowohl auf die Schönheit der Musik als auch auf den Gesang von Faustina Bordoni zurückging, die darin erstmals in Wien auftrat. Er ließ die stimmlichen Fähigkeiten Faustinas und der drei anderen international berühmten Sänger durch den genutzten Tonumfang, dramatische melodische Sprünge und lange melodische Phrasen ideal zur Geltung kommen. In der Wahnsinnsszene des Spartacus im dritten Akt verzichtete er auf die traditionelle da-capo-Form. Die Oper wurde 2009 vom Theater Heidelberg im Schlosstheater Schwetzingen aufgeführt.

## Stil
Porsiles Stil vereinte Merkmale der Neapolitanischen und der Norditalienischen Schule und beeinflusste dadurch die Entwicklung des vorklassischen Stils in Wien. Entsprechend der Vorlieben am Habsburger Hof verwendete er häufig polyphone Elemente, Fughetten und Imitationen. Seine Melodien und Harmoniewendungen, Kadenzen und Tonarten sowie die tonsymbolische Textausdeutung entsprechen weitgehend den typischen Formeln seiner Zeit. Insbesondere seine Chöre haben jedoch eine höhere Qualität als diejenigen vieler seiner Zeitgenossen. In den Arien gelangen ihm kantable Melodien unter weitgehendem Verzicht auf übertriebene Koloraturen. Johann Adolph Hasse schätzte sein „ausnehmend feines Gefühl für die Ausdruckskraft und die Grenzen der virtuosen Koloratur“, und seine Frau Faustina Bordoni sang mehrere Rollen in seinen Opern. Charles Burney zufolge pries Hasse die Musik des Oratoriums Giuseppe riconosciuto als die erlesenste, die er je gehört hatte („the finest Music he had ever heard“). Seine Instrumentation ist größtenteils schlicht gehalten. Auffällig sind jedoch häufige Violoncello-Soli. Im Oratorium Il trionfo di Giuditta gibt es Soli für Posaune, und in der Kantate Le sofferte amare werden zwei konzertierende Flöten verwendet.

## Werke

### Bühnenwerke

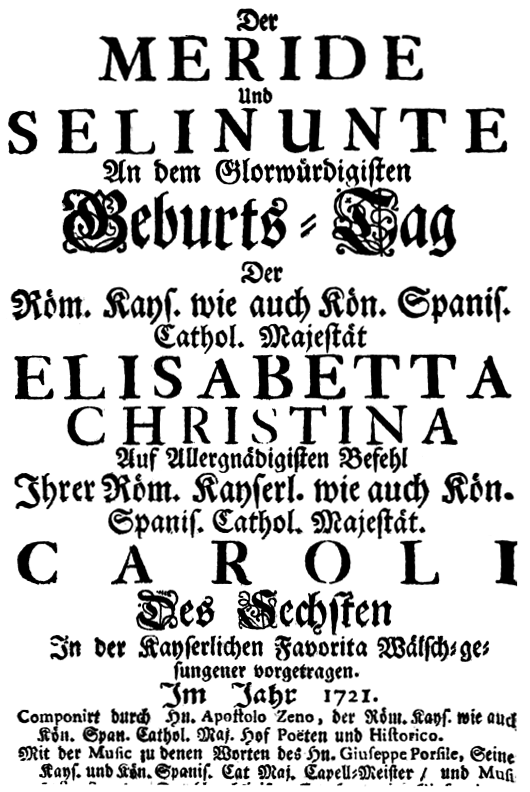
Meride e Selinunte – Deutsches Titelblatt des Librettos, Wien 1721

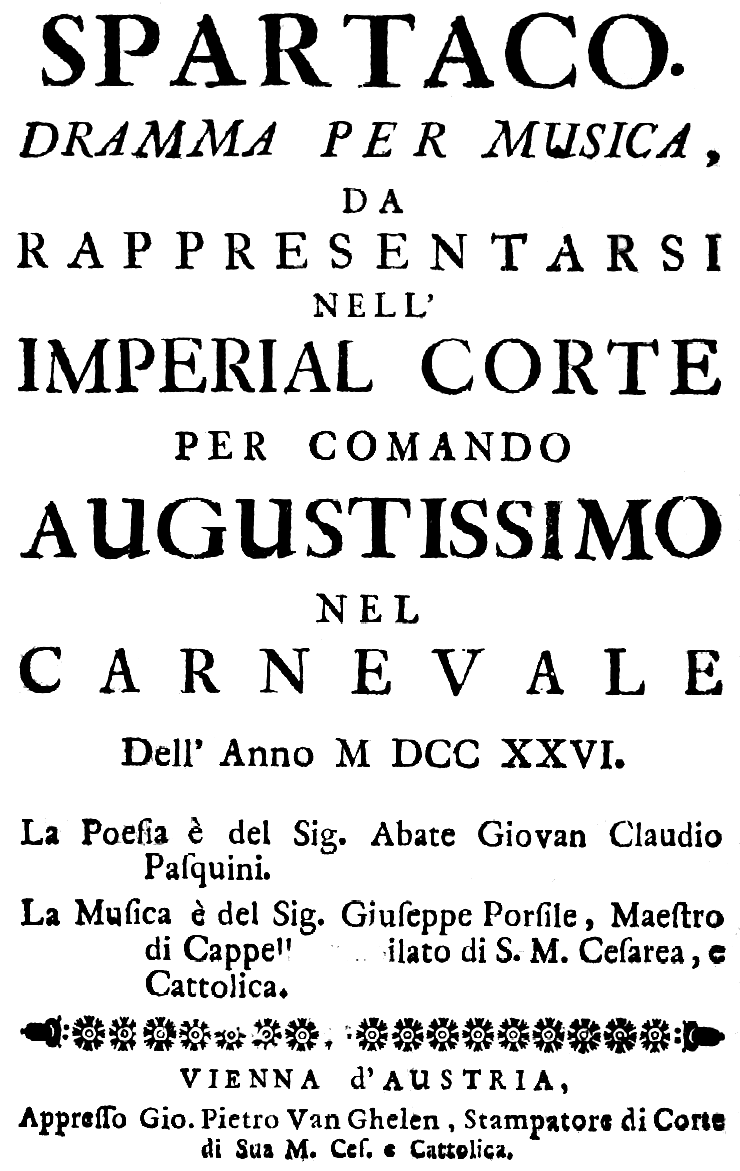
Spartaco – Titelblatt des Librettos, Wien 1726

- Il ritorno d’Ulisse alla patria, dramma per musica in drei Akten; Libretto: Giovanni Andrea Moniglia; UA: 1707, Neapel, Teatro dei Fiorentini; 40 Arien und Duette erhalten.[9][Digitalisat 1]
- Il giorno natalizio … di Willhelmina Amalia, componimento per musica; Libretto: Pietro Pariati; UA: 24. April 1717, Wien.[10]
- La virtù festeggiata, componimento per musica; Libretto: Pariati; UA: 10. Juli 1717, Wien.[11]
- Alceste, festa teatrale; Libretto: Pariati; UA: 19. November 1718, Wien, sala grande di Corte.[12]
- Meride e Selinunte, dramma per musica in fünf Akten; Libretto: Apostolo Zeno; UA: 28. August 1721, Wien, Teatro della Favorita.[13][Digitalisat 2][Digitalisat 3]
- Il tempo fermato, componimento da camera; UA: 15. Oktober 1721, Wien.
- La Virtù e la Bellezza in lega, serenata; UA: 15. Oktober 1722, Wien, Großes Hoftheater.
- Il giorno felice, componimento per musica; Libretto: Pariati; UA: 28. August 1723, Prag.[14]
- Componimento a due voci; UA: 28. August 1725, Wien, Neue Favorita.
- Il giorno natalizio di Giove, Kantate; Libretto: Giovanni Claudio Pasquini; UA: 15. Februar 1726, Wien, Residenz des französischen Botschafters, dem Herzog von Richelieu.
- Spartaco, dramma per musica in drei Akten; Libretto: Pasquini; UA: 21. Februar 1726, Wien, Kleines Hoftheater.[15][Digitalisat 4]
- Il tempio di Giano, chiuso da Cesare Augusto, componimento per musica; Libretto: Pasquini; UA: 1. Oktober 1726, Wien, Neue Favorita.
- La clemenza di Cesare, servizio di camera; Libretto: Pasquini; UA: 1. Oktober 1727, Wien, Neue Favorita.
- Telesilla, festa teatrale; Libretto: Pasquini; UA: 19. November 1729, Wien.
- Scipione Africano, il maggiore, festa di camera; Libretto: Pasquini; UA: 1. Oktober 1730, Wien, Neue Favorita.
- Dialogo tra il Decoro e la Placidezza, festa di camera; Libretto: Pasquini; UA: 26. Juli 1732, Wien.
- Dialogo pastorale a cinque voci, UA: 28. August 1732, Wien, Neue Favorita.
- Dialogo tra la Prudenza e la Vivacità, festa di camera; Libretto: Pasquini; UA: 15. Oktober 1732, Wien.
- La Fama accresciuta dalla Virtù, festa di camera; Libretto: Pasquini; UA: 15. Oktober 1735, Wien.
- Sesostri, re d’Egitto, ovvero Le feste d’Iside, dramma per musica in drei Akten; Libretto: Pariati?; UA: Karneval 1737, Wien.[16]
- Il giudizio rivocato, festa di camera; Libretto: Pasquini; UA: 15. Oktober 1737, Wien.
- Psiche, dramma per musica in drei Akten.
- Osmeno e Fileno, dialoghetto; UA: nach 1712; zweifelhaft, Porsile oder Caldara zugeschrieben.

### Oratorien
- Sisara; Libretto: Zeno; UA: 23. März 1719, Wien, Hofkapelle.
- Tobia; Libretto: Zeno; UA: 14. März 1720, Wien, Hofkapelle.
- Il zelo di Nathan; Libretto: G. Velardi; UA: 1721, Wien, Hofkapelle.
- L’anima immortale creata e redenta per il cielo; Libretto: Bernardino Maddali; UA: 26. Februar 1722, Wien, Hofkapelle; wiederholt 1737.
- Il trionfo di Giuditta; Libretto: Maddali; UA: 18. Februar 1723, Wien, Hofkapelle.
- Il sacrifizio di Gefte, azione sacra; Libretto: Giuseppe Salio; UA: 9. März 1724, Brno.
- Mosè liberato dal Nilo, componimento sacro; UA: 1. März 1725, Wien, Hofkapelle.
- Assalone nemico del padre amante; UA: 14. März 1726, Wien, Hofkapelle.
- L’esaltazione de Salomone; Libretto: Maddali; UA: 6. März 1727, Wien, Hofkapelle.
- L’ubbidienza a Dio; Libretto: Antonio Maria Lucchini; UA: 9. März 1730, Wien, Hofkapelle.
- Due re, Roboamo e Geroboamo, azione sacra; Libretto: Francesco Fozio; UA: 23. Februar 1731, Wien, Hofkapelle.
- Giuseppe riconosciuto, azione sacra in zwei Akten; Libretto: Pietro Metastasio; UA: 12. März 1733, Wien, Hofkapelle.[17][Digitalisat 5]
- La madre de’ Maccabei; Libretto: Francesca Manzóni Giusti; UA: 14. März 1737, Wien, Hofkapelle.

### Sonstige Vokalwerke
- Messen
- Arien aus Opern und Oratorien
- Sieben canzonette für Sopran und Basso continuo
- Kammerkantaten für Solostimme und Basso continuo
  - Allor che a miei pensieri
  - Aspra scoscesa ed erta
  - Cara sarei contento
  - Care luci che ferite
  - Che sia lontan l’arciero
  - Clori vezzosa
  - Deh cessate o miei pensieri
  - Desto amor nell’alma mia
  - E già tre volte sorse, mit Violine
  - È partito il mio tesoro
  - Eurillo ve’l confesso
  - Gelsomin che agl’occhi miei
  - Godeva in pace Eurillo
  - Le sofferte amore pene, mit Violine und Flöte
  - Mentre un giorno io men
  - Misero core tu chiedi amore
  - Nasce un Narciso
  - Ninfe questa è la rosa
  - Oggi quando l’aurora calma
  - Ombre amiche ombre care
  - Piango è ver ma il pianto mio
  - Poiché per mio destino, mit zwei Violinen
  - Posa sopra d’un faggio, mit Flöte
  - Quale appunto l’aquila altiera
  - Quei duri sassi
  - Ruscel dal mar lontano, mit Flöte
  - Se tutto in un volto
  - S’io t’amai cruda Filli
  - Son tradita e lo scorgete
  - Sovra funesta Pyra
  - Trattar tutti egualmente
  - Vago onor di bel giardino
  - Violetta gentil, tu sei pur cara, mit Flöte
  - Voglio ad un altro cor amor
  - Voglio morir si che il vivere
  - Voi felici zeffiretti

### Instrumentalwerke
- Sechs Partiten für zwei Violinen und Basso continuo
- Partie für Solo-Laute
- Zwei Sinfonien für zwei Violinen, zwei Oboen, Viola und Basso continuo
- Divertimento a 3
- Stück für Flöte und Basso continuo

## Digitalisate
1. ↑  Il Ritorno di Ulisse alla patria. Libretto (italienisch), Neapel 1707. Digitalisat des Museo internazionale e biblioteca della musica di Bologna.
2. ↑  Meride e Selinunte. Libretto (italienisch), Wien 1721. Digitalisat der Biblioteca Nazionale Braidense.
3. ↑  Der Meride und Selinunte. Libretto (deutsch), Wien 1721. Digitalisat bei Google Books.
4. ↑  Spartaco. Libretto (italienisch), Wien 1726. Digitalisat der Biblioteca Nazionale Braidense.
5. ↑  Giuseppe riconosciuto. Libretto (italienisch), Wien 1733. Digitalisat bei Google Books.